# كأس السوبر الهولندي 2015
كأس السوبر الهولندي لكرة القدم 2015 أو درع يوهان كرويف 2015 هي بطولة أقيمت بين ناديي بي إس في إيندهوفن وغرونينغن في الثاني من أغسطس عام 2015 في ملعب أمستردام أرينا في العاصمة الهولندية أمستردام، وفاز فيها إيندهوفن بثلاثة أهداف مقابل لا شيء.

## مسيرة الفريقين قبل الوصول للنهائي
فاز إيندهوفن بالدوري الهولندي الممتاز 2014-2015، وفاز غرونينغن بكأس هولندا 2014-2015، فتأهل الفريقان للبطولة.

## أحداث المباراة
كان مدرب بي إس في إيندهوفن هو الهولندي فيليب كوكو، أما مدرب غرونينغن فكان الهولندي إروين فان دي لوا، ولعب كل من الفرقين بطريقة 4-3-3.
سجل الهولندي لوك دي يونغ الهدف الأول لبي إس في إيندهوفن في الدقيقة الـ25، ثم أحرز الهولندي أدم ماهر الهدف الثاني في الدقيقة الـ50، قبل أن يعود دي يونغ ويحرز الهدف الثالث في الدقيقة الـ63، وفي الدقيقة الـ90 أضاع البديل المكسيكي أندريس غواردادو ضربة جزاء لإيندهوفن، لتنتهي المباراة بفوز إيندهوفن بنتيجة 3-0 وتتويجه باللقب للمرة العاشرة في تاريخه.